# Список тенісисток за країною
Це список тенісисток-професіоналів які розташовані за країною. У випадку подвійного громадянства / підданства , або його зміни – вказано країну, яку спортсменка представляла протягом більш тривалого періоду своєї професійної кар'єри.
Список містить перелік тенісисток, які вигравали в одиночних чи парних змаганнях на одному з турнірів під егідою WTA або, принаймні, двічі доходили до одиночних фіналів таких турнірів.
В цьому списку також наведені тенісистки, які виграли або хоч раз грали у фіналі одного з турнірів Великого шолому часів Відкритої ери .
Умовні позначки:
1 – очолювала світовий рейтинг
Ш – вигравала турнір(-и) Великого шолома
Ш4 – вигравала всі чотири турніри Великого шолома
П – вищенаведене досягнення стосується парних змагань
Ω – завершила кар'єру.

## Аргентина
| - Маріанна Діаз-Оліва - Хісела Дулко Ω 1П ШП - Інес Горрохатегуі Ω Ш | - Мерседес Пас - Габріела Сабатіні Ω Ш | - Паола Суарес Ω 1П ШП - Клариса Фернандес |

## Австралія
| - Дайлан Бейлстрат - Івонн Гулагонг-Коулі Ω 1 Ш - Єлена Докич | - Кріс О'Ніл - Кері Енн Рід | - Маргарет Сміт Корт Ω 1 Ш ШП - Саманта Стосур Ш 1П ШП |

## Австрія
| - Сібіль Баммер - Юдіт Віснер | - Таміра Пашек | - Барбара Шетт |

## Бельгія
| - Сабін Апельманс - Яніна Вікмаєр - Кім Клейстерс Ω 1 Ш 1П ШП | - Алісон ван Уйтванк - Кірстен Фліпкенс - Жустін Енен 1 Ш ШП | - Домінік Монамі |

## Білорусь
| - Вікторія Азаренка 1 Ш ШП | - Ольга Говорцова | - Наташа Звєрєва Ω 1П Ш4П |

## Болгарія
| - Катерина Малеєва | - Маґдалена Малеєва | - Цветана Піронкова |

## Велика Британія
| - Вірджинія Вейд | - Гезер Вотсон | - Анн Хейдон-Джоунс |

## Греція
| - Елені Даніліду |

## Данія
| - Каролін Возняцкі 1 |

## Зімбабве
| - Кара Блек Ω 1П ШП |

## Ізраїль
| - Шахар Пеєр |

## Іспанія
| - Санчес-Вікаріо Аранта Ω 1 Ш 1П ШП - Анабель Медіна Ґарріґес Ω ПШ - Кончіта Мартінес | - Ґарбінє Муґуруса - Карла Суарес Наварро | - Вірхінія Руано Паскуаль Ω 1П ШП - Марія Тереса Торро Флор |

## Італія
| - Роберта Вінчі 1П Ш4П - Татьяна Ґарбін Ω - Каміла Джорджі | - Сара Еррані 1П Ш4П - Карін Кнапп - Флавія Пеннетта ШП | - Франческа Ск'явоне Ш - Сильвія Фаріна-Елія |

## Канада
| - Ежені Бушар |

## КНР
| - Лі На Ш | - Чжен Цзє ШП | - Янь Цзи ШП - Пен Шуай ШП |

## Латвія
| - Лариса Нейланд (Савченко) Ω 1П ШП |

## Люксембург
| - Клодін Шоль |

## Нідерланди
| - Кікі Бертенс | - Міхаелла Крайчек |  |

## Німеччина
| - Мона Бартель - Анніка Бек - Юлія Ґерґес - Штефі Ґраф Ω 1 Ш4 ШП | - Анна-Лена Гренефельд - Анджелік Кербер - Сабіне Лісіцкі - Хельґа Нісен | - Андреа Петковіч - Сильвія Ханіка - Анке Хубер |

## Південно-Африканська Республіка
| - Аманда Кетцер |

## Польща
| - Аґнєшка Радванська |

## Пуерто-Рико
| - Моніка Пуїг |

## Росія
| - Олена Весніна - Олена Дементьєва Ω - Віра Душевіна - Віра Звонарьова ШП - Марія Кириленко | - Аліса Клейбанова - Світлана Кузнецова Ш ШП - Анна Курнікова Ω ШП - Катерина Макарова - Анастасія Мискіна Ω Ш | - Анастасія Павлюченкова - Надія Петрова - Дінара Сафіна 1 - Анна Чакветадзе - Марія Шарапова 1 Ш4 |

## Румунія
| - Ірина-Камелія Бегу - Моніка Нікулеску | - Іріна Спирля | - Симона Халеп |

## Сербія
| - Ана Іванович 1 Ш | - Бояна Йовановські | - Єлена Янкович 1 ШП |

## Словаччина
| - Каріна Габшудова - Даніела Гантухова | - Генріета Нагійова - Магдалена Рибарікова | - Домініка Цібулкова - Анна Кароліна Шмідлова |

## Словенія
| - Полона Герцог - Тіна Піснік | - Катарина Среботнік 1П ШП | - Міма Яушовець Ω ( СФРЮ ) |

## США
| - Біллі Джин Кінг Ω 1 Ш4 1П Ш4П - Коко Вандевей - Вінус Вільямс 1 Ш 1П Ш4П - Серена Вільямс 1 Ш4 1П Ш4П - Шерон Волш - Лізель Губер 1П ШП (також ПАР ) - Зіна Ґаррісон Ω - Ліндсі Девенпорт Ω 1 Ш 1П ШП - Андреа Єйгер | - Барбара Джордан - Кеті Джордан - Кріс Еверт Ω 1 Ш4 ШП - Дженіфер Капріаті Ω 1 Ш - Розі Касалс - Мартіна Навратілова Ω 1 Ш4 1П Ш4П - Бетсі Наґельсен - Трейсі Остін Ω 1 Ш | - Ліза Реймонд Ω 1П Ш4П - Ненсі Річі - Моніка Селеш Ω 1 Ш4 (також СФРЮ ) - Мелані Уден - Джиджі Фернандес Ω 1П Ш4П - Мері Джо Фернандес Ω ШП - Меган Шонесі - Пем Шрайвер Ω 1П Ш4П |

## Угорщина
| - Тімеа Бабош |

## Україна
| - Юлія Бейгельзимер - Альона Бондаренко Ω ШП - Катерина Бондаренко ШП - Ірина Бурячок - Юлія Вакуленко Ω - Марина Заневська | - Людмила Кіченок - Надія Кіченок - Марія Коритцева - Вікторія Кутузова - Тетяна Перебійніс Ω | - Ольга Савчук - Еліна Світоліна - Олена Татаркова - Федак Юліана Леонідівна Ω - Леся Цуренко |

## Франція
| - Жюлі Алар-Декюжі - Маріон Бартолі - Тетяна Головін - Каролін Ґарсія - Наталі Деші | - Алізе Корне - Крістіна Младеновіч - Амелі Моресмо - Марі П'єрс - Сандрін Тестю | - Араван Резаї - Наталі Тозья - Джиджі Фернандес - Мері Джо Фернандес |

## Хорватія
| - Донна Векіч - Ана Конюх | - Мір'яна Лучич-Бароні - Іва Майолі | - Сильвія Талая |

## Чехія
| - Дая Беданова - Івета Бенешова - Ніколь Вайдішова - Андреа Главачкова - Люсі Градецька | - Барбора Заглавова-Стрицова - Клара Закопалова - Радка Зрубакова - Петра Квітова - Гана Мандлікова ( Чехословаччина ) | - Яна Новотна - Кароліна Плішкова - Гелена Сукова - Люсі Шафарова |

## Швейцарія
| - Тімеа Бачинскі - Белінда Бенчич | - Мартіна Хінґіс | - Патті Шнідер |

## Швеція
| - Юганна Ларссон |

## Японія
| - Нара Курумі | - Савамацу Наоко | - Аї Суґіяма |